# アンナ＝テレサ・ティミエニエツカ
アンナ＝テレサ・ティミエニエツカ（Anna-Teresa Tymieniecka, 1923年2月28日 - 2014年6月7日）は、ポーランド出身でアメリカ合衆国で活動した哲学者、現象学者。世界現象学研究所（World Phenomenology Institute）の創立者にして会長、『アナレクタ・フッセリアーナ（Analecta Husserliana）』の編集委員（1960年代後半の創刊時から）。教皇のヨハネ・パウロ2世と30年に渡る友情を育んだ（学術的に協働することもあった）。

## 略歴

### 学歴・教歴
アンナ＝テレサ・ティミエニエツカはポーランド系フランス人貴族階級の家に生まれた。哲学を知ったきっかけは、ルヴフ＝ワルシャワ学派の創始者カジミェシュ・トヴァルドフスキの代表作『表象の内容と対象について（Zur Lehre vom Inhalt und Gegenstand der Vorstellungen）』のほか、プラトンやベルクソンの著作を若くして読んだことであった。プラトンとベルクソンの哲学については、母のマリア＝ルドヴィカ・ド・ランヴァル・ティミエニエツカから手ほどきをうけた。
第二次世界大戦の終戦後、クラクフのヤギェウォ大学にて、ローマン・インガルデンの指導のもとで哲学を体系的に勉強し始めた。インガルデンは、カジミェシュ・トヴァルドフスキやエトムント・フッサールの弟子である。同時に、ティミエニエツカはクラクフ美術アカデミーにも通った。
わずか2年で大学の正規課程をすべて修了した後、スイスのフリブール大学に進学し、著名なポーランド人哲学者・論理学者のヨゼフ・マリア・ボヘンスキーのもとで研究を続けた。博士論文のテーマは、ニコライ・ハルトマンとローマン・インガルデンの哲学における現象学的基盤を解明することであり、のちに『本質と実存（Essence and Existence）』（1957年）というタイトルで出版された。二つ目の博士号はフランス哲学・文学に関するもので、1951年にソルボンヌ大学で取得した。
1952年から1953年にかけて、ベルギーのブルッヘにある欧州大学院大学で社会科学・政治学のポスドク研究を行った。このときから、ティミエニエツカは完全にフッサール的でもインガルデン的でもない、独自の現象学的態度を備えた哲学を構築し始めた。
1956年、ヘンドリック・ハウタッカーと結婚した。ハウタッカーは、スタンフォード大学経済学教授（1954-1960年）、ハーバード大学経済学教授（1960年から）、ニクソン大統領経済諮問委員会メンバー（1969-1971年）を務めた人物である。
1979年、前年にヨハネ・パウロ2世としてローマ教皇に就任していたカロル・ヴォイティワと協働し、ヴォイティワの著作『人格と行為（Osoba i czyn）』の英訳を行った。『人格と行為』は、ヴォイティワの最初期の作品の一つであり、もともとポーランド語で執筆され、その後フランス語、イタリア語、ドイツ語、スペイン語、英語、その他の言語に翻訳された。しかし、ティミエニエツカの英訳は強い批判を浴びることになった。批判者によれば、ティミエニエツカは「ポーランド語で書かれた原著を改変し、専門用語を混乱させ、テクストを訳者自身の哲学的関心に合わせてねじ曲げた」という。ヨハネ・パウロ2世も、この翻訳には納得しなかったと言われている。さらに、英訳はポーランド語で書かれた原著より早く出版されており、著者が望んだ最終稿ではなく、古い原稿が翻訳の底本に使われていた。批判者の示唆するところによれば、ティミエニエツカがつけた英語版タイトルの『The Acting Person』がすでに問題含みである。というのも、原著のタイトルは、主観的意識（人格）と客観的現実（行為）間の緊張関係という、同書と著者が意図していたメッセージの中核を伝えるために採用されたものだからである。多くの反対者に抗して、ティミエニエツカは2001年に自分の手がけた翻訳こそが『人格と行為』の英訳「決定版」だと主張した。
ティミエニエツカはオレゴン州立大学数学助教授（1955-1956年）、ペンシルベニア州立大学助教授（1957年から）を務めたほか、1961年から1966年までラドクリフ大学独立研究所に所属し、1972年から1973年までニューヨークのセント・ジョンズ大学哲学教授を務めた。

### ヨハネ・パウロ2世との関係
ティミエニエツカは、ヴォイティワ（後のヨハネ・パウロ2世）がまだクラクフの大司教だった1973年から友人となった。二人の友情はヴォイティワが亡くなるまで30年の長きにわたって続いた。1979年にヴォイティワがニューイングランドを訪問したときには、ティミエニエツカがホスト役を務めており、二人が一緒にスキーやキャンプを楽しんでいる写真が残っている。ヴォイティワが彼女に認めた手紙が、2008年にポーランド国立図書館に売却されたティミエニエツカの財産の中に含まれていた。BBCによれば、ヨハネ・パウロの列聖のことも考慮し、図書館はもともと手紙を公の目に触れないようにしていたが、2016年2月に図書館関係者が手紙を公開すると発表した。2016年2月、BBCのドキュメンタリー番組『Panorama』はヨハネ・パウロ2世がポーランド出身の哲学者ティミエニエツカと親密な関係にあったことを「暴露」した。二人は私的な手紙のやり取りを30年間続けており、ティミエニエツカは文中でヴォイティワを愛していると口にしていた。ヴァチカンはこのドキュメンタリー番組が「事実を誇張している（more smoke than fire）」と述べており、ティミエニエツカも以前にヨハネ・パウロ2世との関係性を否定していた。ウォーターゲート事件を担当したベテランジャーナリストのカール・バーンスタインと、ヴァチカン事情の専門家マルコ・ポリティの二人が、1990年代時点でアンナ＝テレサ・ティミエニエツカ本人に取材し、ヨハネ・パウロ2世との関係性を調査した最初の人物である。インタビューの成果をもとに、二人は著書『His Holiness』を上梓し、そのうち20ページをティミエニエツカに割いた。バーンスタインとポリティは、彼女がヨハネ・パウロ2世と恋愛関係にあったか、あるいは「片思いであれ恋愛感情はあったか」を本人に尋ねた。それに対するティミエニエツカの答えは次の通り。「いいえ、教皇に恋したことなど全くありません。いったいどうしたら中年の聖職者に恋するなんてことがあるのでしょうか？　そもそも、私は既婚者ですから」。

## 現象学関連学会と世界現象学研究所の創設
ティミエニエツカは次に挙げるようにいくつもの現象学関連学会を創立した。1969年に国際フッサール現象学研究協会（International Husserl and Phenomenological Research Society）、1974年に「国際現象学・文学協会（International Society for Phenomenology and Literature）」、1976年に「国際現象学・人間科学協会（International Society for Phenomenology and the Human Sciences）」、1993年に「国際現象学・美学・美術協会（International Society of Phenomenology, Aesthetics, and Fine Arts）」、1995年に「イベロアメリカ現象学協会（Sociedad Ibero-Americana de Fenomenologia）」。最初の3つの協会は、1976年に世界先端現象学研究・学習研究所（World Institute for Advanced Phenomenological Research and Learning）を創設する際の基礎となった。研究所の設立は次の人物の支援を受けた。ローマン・インガルデン、エマニュエル・レヴィナス、ポール・リクール、ハンス＝ゲオルク・ガダマー、そしてカトリック・ルーヴァン大学（ベルギー）にあるフッサール文庫の所長ヘルマン・レオ・ヴァン・ブレダ。創立以来、アンナ＝テレサ・ティミエニエツカは同研究所の所長を長年にわたって務めた。
「世界現象学研究所（World Phenomenology Institute）」の所長として、ティミエニエツカは数多くの現象学関連の学術会議やシンポジウムを企画してきた。

## 『アナレクタ・フッセリアーナ』
1968年の創刊以来、ティミエニエツカは『アナレクタ・フッセリアーナ――現象学研究年報（Analecta Husserliana: The Yearbook of Phenomenological Research）』の編集委員を務めた（ただし、創刊号が正式に発行されたのは1971年である）。同雑誌の目的は、エトムント・フッサールの思想と現象学的研究アプローチを発展し広めていくことである。この雑誌はフッサール自身が編集していた『哲学および現象学研究年報（Jahrbuch für Philosophie und Phänomenologische Forschung）』（人間と人間の生の条件を主題としていた）の続編として創刊された。
『アナレクタ・フッセリアーナ』に加え、世界現象学研究所は雑誌『Phenomenological Inquiry』も発刊している。また、アンナ＝テレサ・ティミエニエツカはシュプリンガー社（以前はクルワー学術出版社）の叢書『イスラム哲学と西欧現象学の対話（Islamic Philosophy and Occidental Phenomenology in Dialogue）』の編集委員をGholamreza AavaniとNader El-Bizriとともに務めている。

## 著作
- Tymieniecka, A.-T. Essence et existence: Étude à propos de la philosophie de Roman Ingarden et Nicolai Hartmann (Paris: Aubier, Editions Montaigne, 1957).
- Tymieniecka, A.-T. For Roman Ingarden; nine essays in phenomenology (’s-Gravenhage: M.Nijhoff, 1959), viii + 179 p.
- Tymieniecka, A.-T. Phenomenology and science in contemporary European thought. With a foreword by I. M. Bochenski ([New York]: Farrar, Straus and Cudahy, 1962), xxii + 198 p. 
北村浩一郎訳『現象学と人間科学』せりか書房、1969年
- Tymieniecka, A.-T. Leibniz’ cosmological synthesis (Assen: Van Gorcum, 1964), 207 p.
- Tymieniecka, A.-T. Why is there something rather than nothing? Prolegomena to the phenomenology of cosmic creation (Assen: Van Gorcum & Comp., 1966), 168 p.
- Tymieniecka, A.-T. Eros et Logos (Paris: Beatrice-Nauwelaerts, 1972), 127 p.
- Tymieniecka, A.-T. Logos and Life (Dordrecht; Boston: Kluwer Academic, 1987–2000, 4 vols.).
- エドムント・フッサール、アンナ＝テレサ・ティミエニエツカ著、谷征紀訳、菊川忠夫校閲『現象学と人間性の危機』御茶の水書房、1983年